# Résistance à la fragmentation des granulats antidérapants pour marquage routier
Les granulats antidérapants utilisés dans le domaine du marquage routier ont pour vocation de renforcer l’adhérence de ces marquages au contact des pneumatiques. Ils ne doivent donc pas se fragmenter à leur contact
Cette résistance à la fragmentation des granulats antidérapants pour marquages routiers est exprimée à l’aide d’un coefficient de friabilité.
L’établissement de ce paramètre est fait à l’aide d’un essai en laboratoire normé au niveau européen.

## Descriptif de l’essai[1]
L'essai consiste à mesurer la variation granulométrique de granulats produits dans un cylindre rotatif (appareillage micro-Deval) dans des conditions strictement définies, par un procédé de fragmentation utilisant une charge en présence d'eau.
La granularité d'un échantillon représentatif de granulats doit être comprise entre 0,2 mm et 2 mm ou entre 0,2 mm et 2 à 4 mm2. Des granulats de taille inférieure à 0,2 mm ne sont pas pris en considération.
Le coefficient de friabilité est défini par la quantité de matériau de taille inférieure à 0,1 mm produite au cours de l'essai.

## Coefficient de friabilité
Le coefficient de friabilité est défini par la formule :
avec
- M : masse du matériau soumis à l'essai
- m : masse du matériau de taille inférieure à 0,1 mm produit au cours de l'essai,